# 池田裕行
池田 裕行（いけだ ひろゆき、1962年4月26日 - ）は、元TBSアナウンサー・ニュースキャスター・報道局記者・元JNNパリ支局長。

## 来歴・人物
東京都出身。血液型A型。筑波大学附属駒場高等学校、東京大学教養学部フランス科卒業。
1987年4月、一般職として採用されてTBSに入社、第23期生アナウンサー（同期には木場弘子・長峰由紀・戸田恵美子）として放送界にデビュー。報道記者として、首都圏（関東地方）ローカルのニュース番組や、JNN系列のニュース番組などを多く担当、入社当初はニュース・報道系アナウンサーとして木曜日の「JNNフラッシュニュース」（「ザ・ベストテン」の放送前）を担当していたこともあった。1989年10月から、『筑紫哲也ニュース23』の男性サブキャスターとなり、初期（1992年頃まで）は報道局アナウンサーとして登場していた（鈴木史朗、柴田秀一なども当時は同じ報道局アナウンサーとしての扱い）。同番組降板後は、『JNNニュース1130』のキャスターとして活躍。その後も『JNN報道特集』や『JNNニュースの森』のキャスターを担当。『JNNニュースの森』（2004年10月 - 2005年3月）と、それを引き継いで2005年3月28日から放送している『イブニング・ファイブ（JNNイブニング・ニュースを内包）』のキャスターとして、アナウンサーの小倉弘子とコンビを組んだ。2006年9月に『イブニング・ファイブ』を降板。海外特派員を経て、JNNパリ支局長、報道特集ディレクターを経て2022年4月に定年退職。

## 出演していた番組
レギュラー番組
| 期間       | 期間      | 番組名               | 役職                                                                    |
| ---------- | --------- | -------------------- | ----------------------------------------------------------------------- |
| 1989年10月 | 1997年9月 | 筑紫哲也ニュース23   | サブキャスター                                                          |
| 1997年10月 | 1999年3月 | JNNニュース1130      | メインキャスター                                                        |
| 1998年10月 | 2003年9月 | JNN報道特集          | キャスター                                                              |
| 2004年10月 | 2005年3月 | JNNニュースの森      | 平日メインキャスター                                                    |
| 2005年4月  | 2006年8月 | イブニング・ファイブ | ニュース担当キャスター兼『JNNイブニング・ニュース』レギュラーキャスター |

イレギュラー番組
- JNNフラッシュニュース